# Gaetano Nespro
Gaetano Nespro (Torre Annunziata, 4 gennaio 1980) è un ex pugile italiano, detentore del titolo di campione italiano dei pesi medi a più riprese a partire dal 2007.

## Carriera
Considerato tra i migliori pugili italiani nella categoria dei pesi medi,diventa campione italiano il 30 Luglio 2007 in un match a Castel Volturno contro Luciano Lombardi, titolo lasciato vacante da Domenico Spada e lo difende in una rivincita a Monza il 27 febbraio 2008.
A causa di alcuni problemi di salute è costretto a rinunciare al titolo, che riconquista il 31 ottobre 2008 battendo ai punti in un incontro a Savignano sul Rubicone il detentore Matteo Signani, difendendolo il 20 luglio 2009 contro Giovanni De Carolis. Perde definitivamente il titolo in un incontro con Matteo Signani il 29 gennaio 2010 e nella successiva rivincita del 8 aprile 2011. 
È stato anche detentore del titolo di campione del Mediterraneo IBF, conquistato nel 2007 in un incontro contro Idiozan Matos, mentre è stato sfidante sconfitto sia per il titolo intercontinentale IBF dei pesi medi contro Sebastian Sylvester nel 2009, sia per il titolo europeo supermedi WBO contro Frank Buglioni nel 2014.  Conclude la sua carriera professionistica e si ritira nel 2016.